# Dino Ballarin
Dino Ballarin (Chioggia, Véneto, 23 de septiembre de 1923-Turín, 4 de mayo de 1949) fue un futbolista italiano. Se desempeñaba en la posición de guardameta. Fue uno de los futbolistas que fallecieron en la Tragedia de Superga.

## Clubes
| Club            | País   | Año       |
| --------------- | ------ | --------- |
| Rovigo Calcio   | Italia | 1942-1944 |
| Clodiense S. S. | Italia | 1945-1947 |
| Torino F. C.    | Italia | 1947-1949 |